# حروب أوباما
حروب أوباما (بالإنجليزية: Obama's Wars)‏ هو كتاب صدر في عام 2010 كتبه الحائز على جائزة بوليتزر في مجال التحقيق الصحفي بوب ودورد. نُشر الكتاب بواسطة سايمون وشوستر وتم اطلاقه في 27 سبتمبر 2010، يلقي الكتاب الضوء على الخلاف الصريح بين قائد القوات الأمريكية السابق في أفغانستان الجنرال ستانلي ماكريستال ونائب الرئيس الأمريكي جو بايدن، ويضم أيضاً نسخة من الاستراتيجية التي وضعها الرئيس أوباما لانسحاب قواته من أفغانستان، كما يكشف قيام وكالة الاستخبارات المركزية «سي آي أيه» بإنشاء قوة سرية من العملاء يضم 3000 شخص من السكان المحليين في أفغانستان ومن المهام التي تقوم بها هذه القوة شن غارات ومطارة المسلحين حتى عبر الحدود إلى باكستان.

## روابط خارجية
- حروب أوباما على موقع الموسوعة البريطانية (الإنجليزية)